# Bandera de Vilanova del Camí
La bandera oficial de Vilanova del Camí té el següent blasonament:
Bandera apaïsada de proporcions dos d'alt per tres de llarg, verda, amb dues faixes centrals blanca i groga de gruix 0,33 i 0,99 respectivament de l'alçària del drap cadascuna que divideixen el camper en dues parts d'alçària cadascuna 2,34 de la del drap.

## Història
Va ser aprovada el 18 de maig de 1993 i publicada en el DOGC el 2 de juny del mateix any amb el número 1752.